# Arquidiocese de Cupela
A Arquidiocese de Cupela (Archidiœcesis Kupelaensis) é uma circunscrição eclesiástica da Igreja Católica situada em Cupela, Burquina Fasso. Seu atual arcebispo é Gabriel Sayaogo. Sua Sé é a Catedral Nossa Senhora das Graças de Cupela.
Possui 11 paróquias servidas por 61 padres, abrangendo uma população de 899 690 habitantes, com 27,9% da dessa população jurisdicionada batizada (250 606 católicos).

## História
A diocese de Cupela foi erigida em 20 de fevereiro de 1956 com a bula Quo suavi do Papa Pio XII, obtendo o território da arquidiocese de Ouagadougou, de que originalmente era sufragânea.
Em 26 de junho de 1969 e 2 de janeiro de 1997 cedeu parte de seu território em benefício da ereção das dioceses de Kaya e Manga, respectivamente.
Em 5 de dezembro de 2000 foi elevada à dignidade de arquidiocese metropolitana pela bula In omnes Ecclesias do Papa João Paulo II.
Em 11 de fevereiro de 2012, cedeu outra parte de território em proveito da ereção da Diocese de Tenkodogo.

## Prelados
|           | Nome                      | Período   | Notas     |
| Arcebispo | Arcebispo                 | Arcebispo | Arcebispo |
| --------- | ------------------------- | --------- | --------- |
| 2º        | Gabriel Sayaogo           | 2019-     | Atual     |
| 1º        | Séraphin François Rouamba | 2000-2019 |           |
| Bispo     |                           |           |           |
| 2º        | Séraphin François Rouamba | 1995-2000 |           |
| 1º        | Dieudonné Yougbaré †      | 1956-1995 |           |